# Парел
Парел — остров в Индийском океане, ранее входивший в состав архипелага Семь островов Бомбея и расположенный на территории Индии.

## История
Первоначально Парел был отдельным островом. Название Парел произошло от здешнего шиваитского храма Парали Ваиджанатх Махадеви.
На нём была обнаружена надпись от 26 января 1187 года (Паурнима Магха, Сака 1108), в которой записан дар, сделанный царём Шилахара Апарадитя II на доходы от сада в деревне под названием Махавали (недалеко от Курлы) для храма Вайдьянатхи.
Парел - это один из семи островов Бомбея, которые португальцы уступили Англии в 1661 году; он был соединён с другими островами в XIX веке. Парел известен активным участием жителей в движении Саньюкта Махараштра.
В 1770-х годах губернатор Бомбея Уильям Хорнби перенёс свою официальную резиденцию в Парел. Этот район стал одним из самых престижных районов города. В 1867 году в этот район были перемещены кожевенники и торговцы вяленой рыбой. К 1870-м годам на мелиорированных землях в Пареле (Запад) было основано несколько хлопковых мельниц. Постепенно Парал стал очень загрязненным. В 1883 году жена губернатора умерла от холеры в Доме правительства. Два года спустя особняк губернатора был перенесен в мыс Малабар. Во время эпидемии чумы 1890-х годов старый Дом правительства был сдан в аренду недавно основанному Институту Хаффкина.
Этот район стал центром Великой Бомбейской текстильной забастовки 1982 года.
На территории острова раньше было несколько заводов, но они были снесены. В результате реновации были построены новые офисные здания.